# چپل هیل (تنسی)
چپل هیل(به انگلیسی: Chapel Hill) شهری در ایالت تنسی کشور ایالات متحده آمریکا است که جمعیت آن در سرشماری سال ۲۰۱۰ میلادی، ۱٬۴۴۵ نفر بوده‌است.